# Jean Devoissoux
Jean-André Devoissoux (ur. 7 kwietnia 1889 w Paryżu - zm. w styczniu 1945) – francuski kolarz torowy i przełajowy, złoty medalista torowych mistrzostw świata.

## Kariera
Największy sukces w karierze Jean Devoissoux osiągnął w 1907 roku, kiedy zdobył złoty medal w sprincie indywidualnym amatorów podczas mistrzostw świata w Paryżu. W zawodach tych wyprzedził bezpośrednio dwóch swoich rodaków: André Auffray'a oraz Camille'a Avrillona. Był to jednak jedyny medal wywalczony przez Jeana Devoissoux na międzynarodowej imprezie tej rangi. W tym samym roku zajął również drugie miejsce w Grand Prix Paryża, a w 1906 roku był drugi na mistrzostwach Francji w kolarstwie przełajowym. Nigdy nie wystąpił na igrzyskach olimpijskich.